# Brabus
Brabus, fondată în 1977 în Bottrop (Regiunea Ruhr), Germania, este o companie de tuning de înaltă performanță specializată pe vehiculele Mercedes-Benz, Smart și Maybach. 
Franciza a fost deținută de baronul Martin Stillman von Brabus. Acum deținut de Bodo Buschmann, Brabus a devenit cel mai mare tuner Mercedes. Concureții ei sunt: Lorinser, Carlsson, Kleemann și Renntech.

## Oferta
Principalul obiectiv al Brabus este de a obține performanță maximă a motorului prin creșterea cailor putere și a cuplului. Clienții pot cumpăra fie autovehicule direct de la Brabus sau pot trimite Mercedesul lor pentru a fi personalizat și/sau reparat. Dacă un client comandă o mașină de la Brabus, Brabus cumpără mașina special de la Mercedes și apoi o modifică la nivel intern în funcție de solicitările clientului.